# Boedelbeschrijving
De boedelbeschrijving (Frans: inventaire) is een procedure of rechtsfiguur bekend uit veel rechtssystemen die ten doel heeft de omvang, samenstelling en waarde van bijvoorbeeld een nalatenschap, een gemeenschappelijk vermogen (België) of gemeenschap van goederen (Nederland), een onverdeeldheid of van onder bewind gestelde goederen vast te stellen, zowel van het positief als het negatief. In het Belgisch recht is de boedelbeschrijving geregeld in de artikelen 1175 tot 1184 van het Gerechtelijk Wetboek (Ger.W.). Het Nederlands recht noemt de boedelbeschrijving als verplichting van onder andere een bewindvoerder, curator, langstlevende bij de wettelijke verdeling, vruchtgebruiker, fideï-commissaris, erfrechtelijk executeur en vereffenaar, de algemene regeling staat in het Wetboek van Burgerlijke Rechtsvordering, Derde afdeling.

## België

### Voorwaarden
De volgende personen hebben het recht om te eisen dat er een boedelbeschrijving zou worden opgemaakt (art. 1177, eerste lid samen gelezen met art. 1167 Ger.W.):
- personen die aanspraak maken op een recht in het gemeenschappelijk huwelijksvermogen, in de nalatenschap of de onverdeeldheid;
- personen die een verzegeling van de goederen hebben verkregen;
- en de schuldeisers, voor zover zij een uitvoerbare titel hebben of een titel die door de vrederechter wordt erkend.

Om over te gaan tot een boedelbeschrijving, moeten deze personen voldoen aan twee voorwaarden. Ten eerste moeten ze een ernstig belang in de bewaring van de goederen aantonen. Ten tweede dienen zij hiertoe machtiging te vragen aan de vrederechter (art. 1177, eertste lid Ger.W.). Deze tweede voorwaarde geldt niet voor boedelbeschrijvingen van een nalatenschap of gemeenschappelijk huwelijksvermogen die gebeuren op vraag van een erfgenaam, algemene legataris, legataris onder algemene titel, echtgenoot of testamentuitvoerder.

### Procedureverloop

#### Aanduiding van de notaris
De boedelbeschrijving zal vervolgens worden opgemaakt door een notaris en worden opgenomen in een notariële akte (art. 1177, eerste lid Ger.W.). De personen die de boedelbeschrijving vorderen, mogen zelf de notaris kiezen. Komen zij niet tot overeenstemming, dan zal de vrederechter de notaris aanduiden (art. 1178 Ger.W.).
De notaris zal vervolgens alle belanghebbende partijen oproepen om aanwezig te zijn op de boedelbeschrijving. Deze oproep moet gebeuren met een gerechtdeurwaardersexploot of een aangetekende brief, ten minste acht dagen voorafgaand aan de boedelbeschrijving (art. 1179 Ger.W.).

#### Opmaak van de notariële akte
De boedelbeschrijving bevat verschillende onderdelen. Het gaat om de beschrijving en de schatting van de roerende goederen, de ontleding van de titels en papieren, de opgave van de verklaringen door de belanghebbenden gedaan ten laste of ten bate van de boedel (art. 1175, tweede lid Ger.W.). De boedelbeschrijving vindt plaats op de plaatsen waar de te beschrijven voorwerpen zich bevinden (art. 1182, eerste lid Ger.W.).
De notariële akte van boedelbeschrijving bevat onder andere de identiteit van de verzoekers, de reden van de boedelbeschrijving, een schatting van de roerende goederen, een oplijsting van de gelden, effecten, aandelen, obligaties en bankrekeningsaldo's enz. De akte maakt tevens melding van de eventuele verklaringen die de belanghebbenden hebben afgelegd, alsook de vragen die aan de partijen werden gesteld en de antwoorden daarop. Daarnaast moet de akte vermelden aan wie de beschreven goederen zullen worden toevertrouwd. Vervolgens moet de notaris de betrokkenen in de akte waarschuwen voor de straffen die de wet uitvaardigt tegen hen die zich schuldig maken aan het wegmaken of helen van voorwerpen (art. 2.3.15 en art. 4.48 BW) of aan meineed (art. 1183 Ger.W.).
Op het einde van de werkzaamheden moet de notaris de eed afnemen van degenen die in het bezit geweest zijn van de voorwerpen of die de plaatsen bewoond hebben. Zij moeten zweren dat zij niets hebben verduisterd, en dat zij van zodanige verduistering geen kennis dragen. Ook hier maakt de notaris melding van in de akte (art. 1183, 11° Ger.W.).

### Wettelijk voorgeschreven boedelbeschrijvingen
In sommige gevallen schrijft de wet voor dat er een boedelbeschrijving dient te gebeuren, zoals bij een wijziging van het huwelijksstelsel (art. 2.3.8 BW), bij de ontbinding van het wettelijk stelsel (art. 2.3.42 BW), de vererving van het vruchtgebruik door de langstlevende echtgenoot of wettelijk samenwonende (art. 4.21 en 4.23, §5 BW), telkens wanneer de Staat aanspraak doet gelden op een erfloze nalatenschap (art. 4.33, eerste lid BW), bij de aanvaarding van een nalatenschap onder voorrecht van boedelbeschrijving (art. 4.50 BW), in geval van onbeheerde nalatenschappen (art. 4.58, §2, eerste lid BW) enz. In de meeste gevallen kunnen de partijen echter onderling van de boedelbeschrijving afzien.

## Nederland
Het Nederlands recht bevat in het Wetboek Burgerlijke Rechtsvordering (Rv), Derde afdeling, de regeling voor de boedelbeschrijving, artikel 674 bepaalt wat een boedelbeschrijving moet bevatten. In andere wetten zijn verplichtingen opgenomen voor het maken van een boedelbeschrijving; deze geldt voor een bewindvoerder, curator, vruchtgebruiker (art. 3:205 lid 1 BW), fideï-commisaris, erfrechtelijk executeur (art. 4:146 lid 2 BW) en vereffenaar(s) van een nalatenschap (4:211 lid 3 BW. Het kan gaan om een eenmalige of jaarlijkse verplichting. Verder is een boedelbeschrijving nodig bij het beheer, de afwikkeling en verdeling van een gemeenschap van goederen om inzichtelijk te maken waaruit de gemeenschap bestaat en wat de waarde is van de goederen. Een belanghebbende kan de kantonrechter verzoeken een bevel tot boedelbeschrijving te geven (art. 672 lid 1 Rv). Een boedelbeschrijving kan meestal worden gemaakt bij onderhandse akte, soms is er een notaris voor nodig, bijvoorbeeld als er minderjarige rechthebbenden zijn.
Bij de verdeling of vereffening van een goederengemeenschap moeten eerst alle schulden worden voldaan, lopende contracten opgezegd e.d., is de boedel 'vereffend', begint de fase van de verdeling, het bepalen wie wat krijgt en wat wordt verkocht, waarna iedere deelgenoot een gelijk deel (in waarde) verkrijgt.